# Emirates Stadium
L'Emirates Stadium, référencé sous le nom d'Arsenal Stadium pour les compétitions de l'UEFA, est un stade de football situé dans le nord de Londres, à Highbury dans le borough londonien d'Islington. Arsenal Football Club, club de Premier League, y évolue depuis juillet 2006. Le stade a une capacité assise de 60 355 places, ce qui en fait le troisième plus grand stade de Premier league après Old Trafford (Manchester United) et Tottenham Hotspur Stadium et le quatrième plus grand stade de Londres après Wembley, Twickenham et Tottenham Hotspur Stadium. Sa pelouse est réputée comme étant la meilleure du monde, avec un taux de couverture végétale de 98%. Le nom de projet était Ashburton Grove avant qu'un contrat ne soit signé entre le club et la compagnie aérienne Emirates en octobre 2004.
En contrepartie de ce contrat record de 147 millions d'euros (100 millions de livres sterling), le stade doit porter le nom de la compagnie pendant au moins 15 ans et celle-ci restera le sponsor-maillot du club jusqu'en 2014. Le 23 novembre 2012 un nouveau contrat est signé entre le club et la compagnie aérienne Emirates: celle-ci restera le sponsor-maillot du club jusqu'à la fin de la saison 2018-2019. Quant au stade il continuera de s'appeler Emirates Stadium jusqu'en 2028. Le contrat porte sur un montant de 199 millions d'euros (150 millions de livres sterling).
L'Emirates Stadium est considéré comme le stade le plus rentable en Premier League. On estime que, par rapport à Highbury, l'ancien stade d'Arsenal, la recette d'un soir de match rapporte un million de livres en plus.

## Stade
Le stade a la forme d'un bol. Il comporte quatre tribunes couvertes, mais le terrain ne l'est pas. L'équipe de designers est issue de plusieurs groupes : les architectes de HOK Sport, les consultants de construction de AYH et la compagnie d'ingénierie Buro Happold. Le stade a été construit par Sir Robert McAlpine Ltd. sur le site de l'ancien parc industriel de Ashburton Grove, à quelques centaines de mètres d'Highbury, l'ancien stade d'Arsenal.
Les tribunes haute (26 646 places) et basse (24 425 places) du stade sont équipées en sièges standards.
La tribune centrale, connue sous le nom de Club Level, est la plus chère et inclut la tribune présidentielle. Il y a 3 139 sièges à ce niveau, qui sont louables pour une durée comprise entre un et quatre ans.
Juste au-dessus de la tribune du club, se trouve une petite tribune constituée de 150 loges de 10, 12 et 15 sièges. Le nombre total de spectateurs à ce niveau est de 2 222. La tribune la plus fermée du stade est connue sous le nom de Diamond Club ; elle est réservée aux invités et son accès nécessite une avance de 25 000 £ en plus d'un abonnement annuel du même montant. Les places incluent des loges privées, un accès au restaurant et au bar, un voiturier et un service de surveillance. Seuls les membres ont la possibilité de voyager dans l'avion des joueurs lors des déplacements européens.
En raison de la forte demande de tickets et de l'aisance de certains fans, Arsenal espère récolter, uniquement avec la tribune présidentielle et les loges, autant d'argent qu'avec l'ensemble du stade d'Highbury.
Le terrain mesure 105 mètres de long par 68 de large, ce qui en fait le terrain le plus large de la Premier League. La taille totale de la pelouse est de 113 mètres de long par 76 de large. Elle est orientée selon un axe nord-sud, comme à Highbury. Le tunnel et l'abri des joueurs sont sur le côté ouest de la pelouse, sous la principale caméra de télévision. Les supporters des visiteurs sont placés dans la partie basse du coq sud-est. La place qui leur est réservée peut varier de 1 500 à 4 500 sièges dans la tribune basse située derrière le but sud, et un extra de 4 500 sièges peut être libéré dans la partie haute de cette tribune. Ce qui porte le total à 9 000 supporters de l'équipe visiteuse (cela correspond aux 15 % requis pour les matchs à domicile en FA Cup et en Carling Cup, la Coupe de la Ligue anglaise de football).
La tribune haute est construite de façon à laisser un espace ouvert dans les coins du terrain, et le toit est très incliné vers l'intérieur. Ces deux aménagements sont faits pour permettre au mieux la circulation de l'air et la pénétration du soleil dans le stade. Arsenal a la réputation d'avoir une des meilleures surfaces de jeu du monde et le design du nouveau stade en a tenu compte. En raison de cette architecture particulière, les supporters des deux tribunes hautes ne peuvent pas se voir. Dans les angles nord-ouest et sud-est du stade, deux écrans géants sont suspendus au toit.
Le nouveau stade veut aussi rendre hommage à son historique prédécesseur, ainsi, les bureaux du club s'appellent désormais officiellement Highbury House.
Le buste d'Herbert Chapman (1878-1934), entraîneur d'Arsenal dans les années 1920 et 1930, est  exposé dans le hall d'entrée. Les deux ponts qui passent au-dessus de la ligne de chemin de fer ont été appelés le Clock End et le North Bank. L'horloge d'Highbury (la fameuse Clock End) a été encastrée dans la façade de l'Emirates Stadium, en face du pont du même nom.
Depuis 2007, le dernier weekend de juillet ou le premier weekend d’août de chaque année le stade accueille l'Emirates Cup, un tournoi réunissant quatre clubs de football dont Arsenal.
La capacité du stade est actuellement de 60 355 places assises, ayant été légèrement réduite car celle-ci était de 60 432 à son ouverture en 2006.

## Histoire du club historique

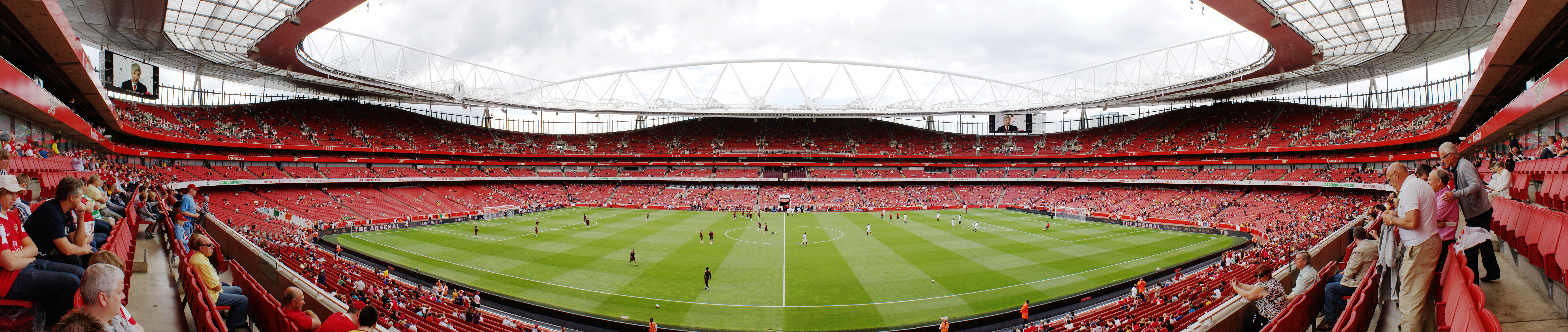
Intérieur du stade

### L'opposition locale au projet
Malgré les 80 ans d'implantation d'Arsenal à Islington, quelques résidents et commerces se sont opposés à la construction du stade. Certains déplacés de force ont engagé une action en justice en juillet 2002, mais ils furent déboutés. Le débat sur la construction de l'Emirates Stadium a été au centre des élections municipales de mai 2006.
La police locale a également exigé que les cars de supporters soient garés dans le Sobel Sports Centre plutôt que dans le parking souterrain, et une restriction des accès à 14 rues avoisinantes les jours de matchs. Ces clauses étaient nécessaires pour satisfaire les normes de sécurité sans lesquelles le stade ne pouvait être inauguré. La fermeture des rues avoisinantes a finalement été accordée par le conseil municipal, mais reste sujette à révisions.

### La construction
La construction du stade a commencé en février 2004. De plus, deux ponts reliant l'édifice à Drayton Park ont également été construits à l'été 2004, ces derniers passant au-dessus de la ligne de chemin de fer de Northern City. Le stade a atteint son point culminant en août 2005, et a été achevé en avance sur le calendrier et le budget. En février 2006, 90 % des sièges de club avaient été vendus, puis en juin, le reste a été vendu aussi. Le premier siège dans le nouveau stade a été installé le 13 mars 2006 par le joueur Abou Diaby. L'éclairage a été testé avec succès pour la première fois le 25 juin, et le lendemain, les buts ont été érigés.
Afin d'obtenir les certificats nécessaires à l'ouverture du stade, trois événements avec une capacité réduite ont d'abord été organisés. Le premier fut une journée portes ouvertes aux actionnaires le 18 juillet ; le second fut une session d'entraînement pour 20 000 membres sélectionnés du club qui s'est tenue le 20 juillet ; le troisième événement eu lieu le 22 juillet avec un match entre Arsenal et l'Ajax Amsterdam en l'honneur de Dennis Bergkamp.

### Ouverture officielle
L'Emirates Stadium est officiellement inauguré par le prince Philip, duc d'Édimbourg le jeudi 26 octobre 2006 ; il était prévu que la reine Élisabeth II soit présente à la cérémonie, mais elle ne peut y assister à cause de problèmes de santé.

## Événements
- Emirates Cup, depuis 2007 (fin juillet ou début août),
- Summertime Ball by Capital FM le 7 juin 2009 avec notamment la présence de Leona Lewis, Enrique Iglesias et Calvin Harris,
- Concert de Bruce Springsteen et E Street Band, les 30 et 31 mai 2008,
- Concert de Coldplay, le 1er juin 2012,
- Concerts de Muse, les 25 et 26 mai 2013,
- Concert de Green Day, le 1er juin 2013,

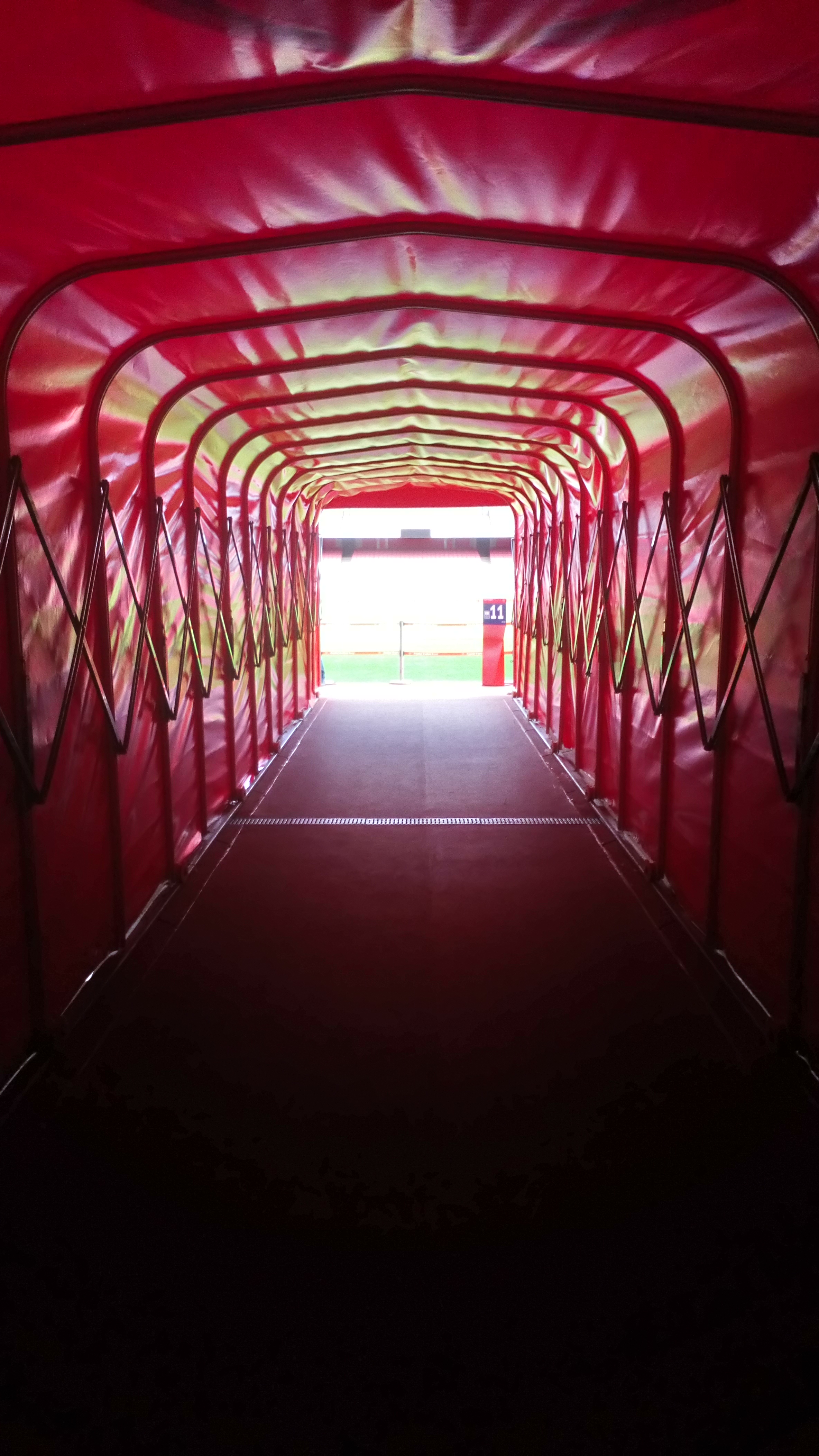
Tunnel d'entrée des joueurs

## Galerie

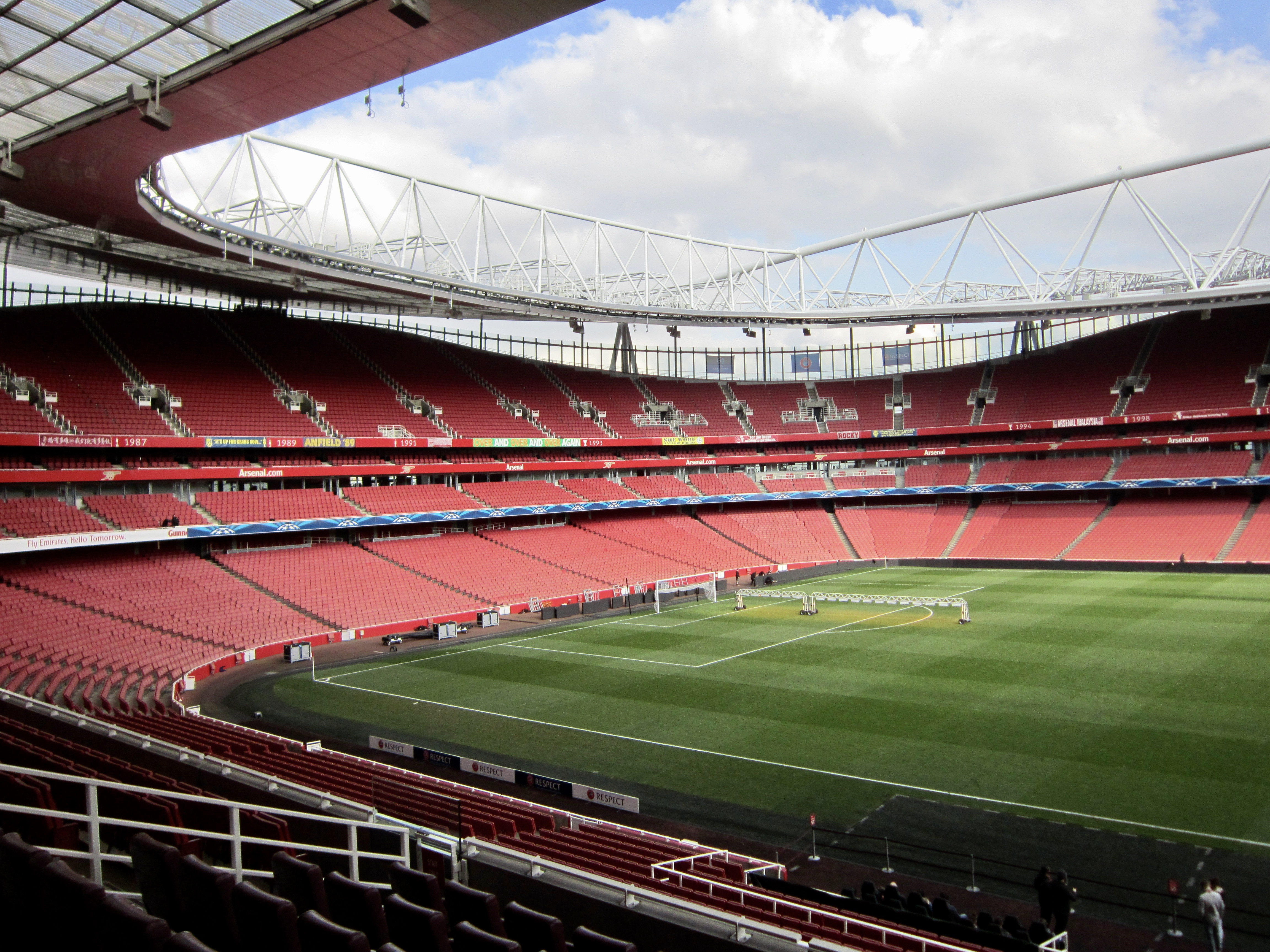
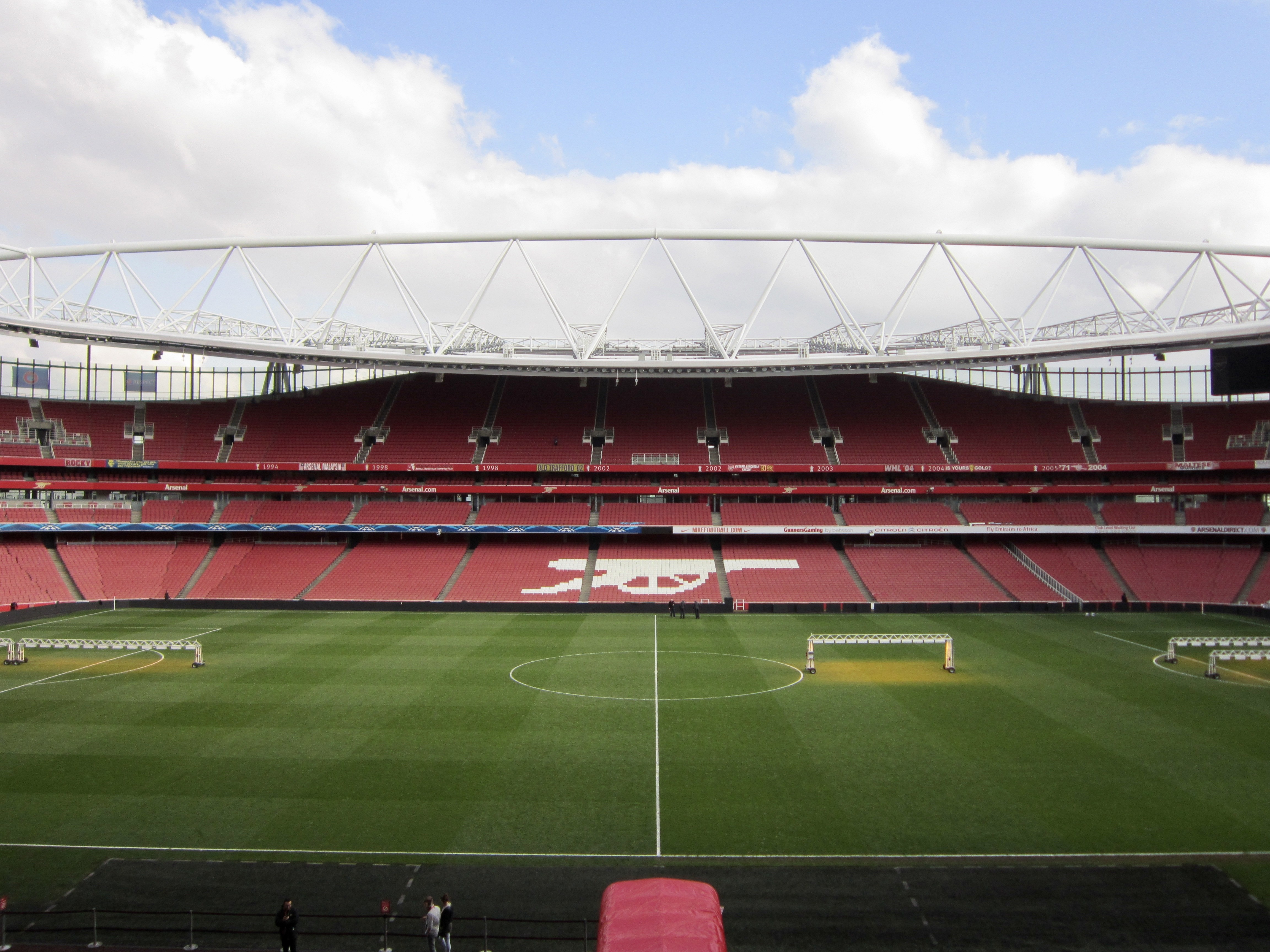
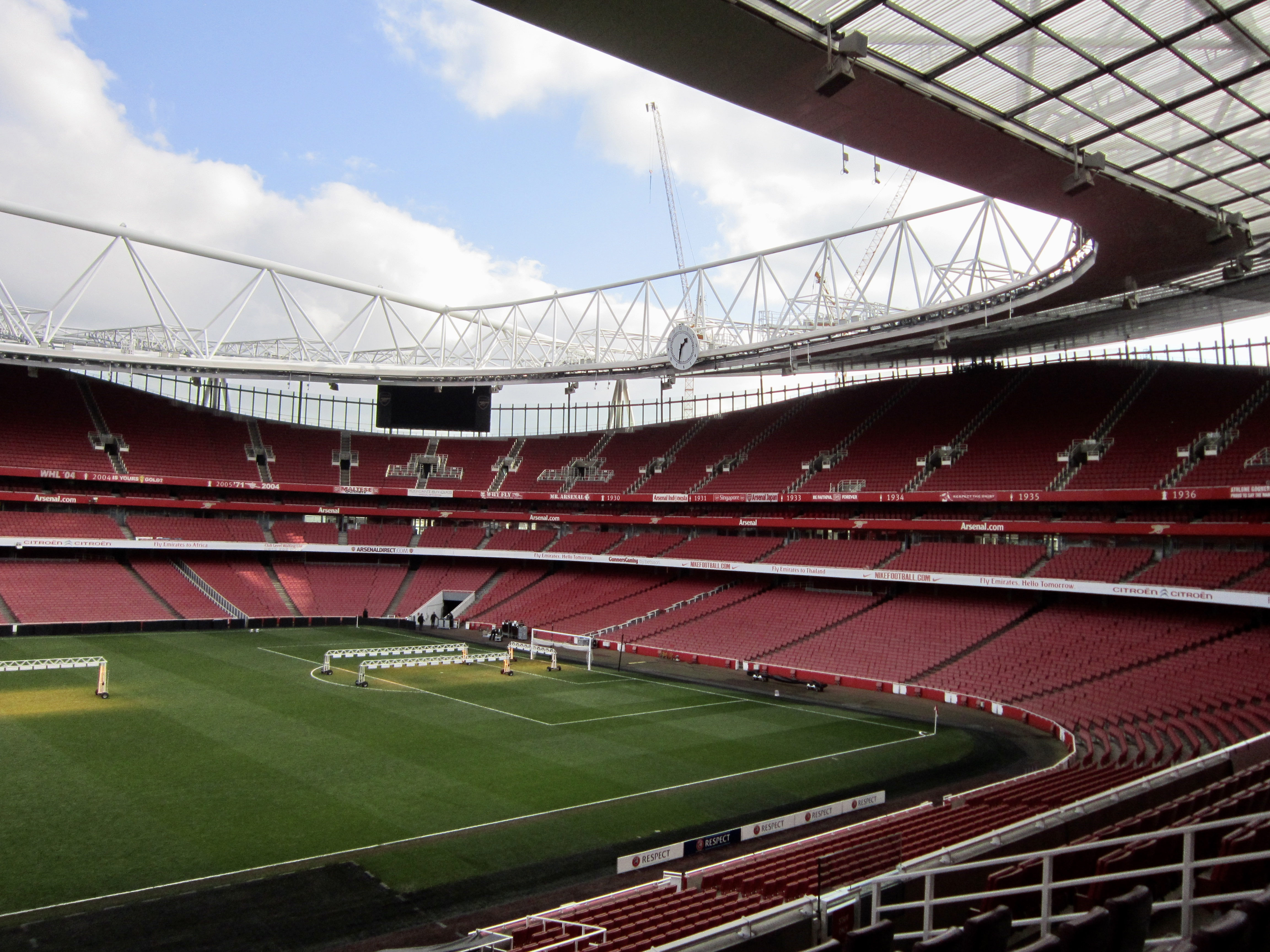

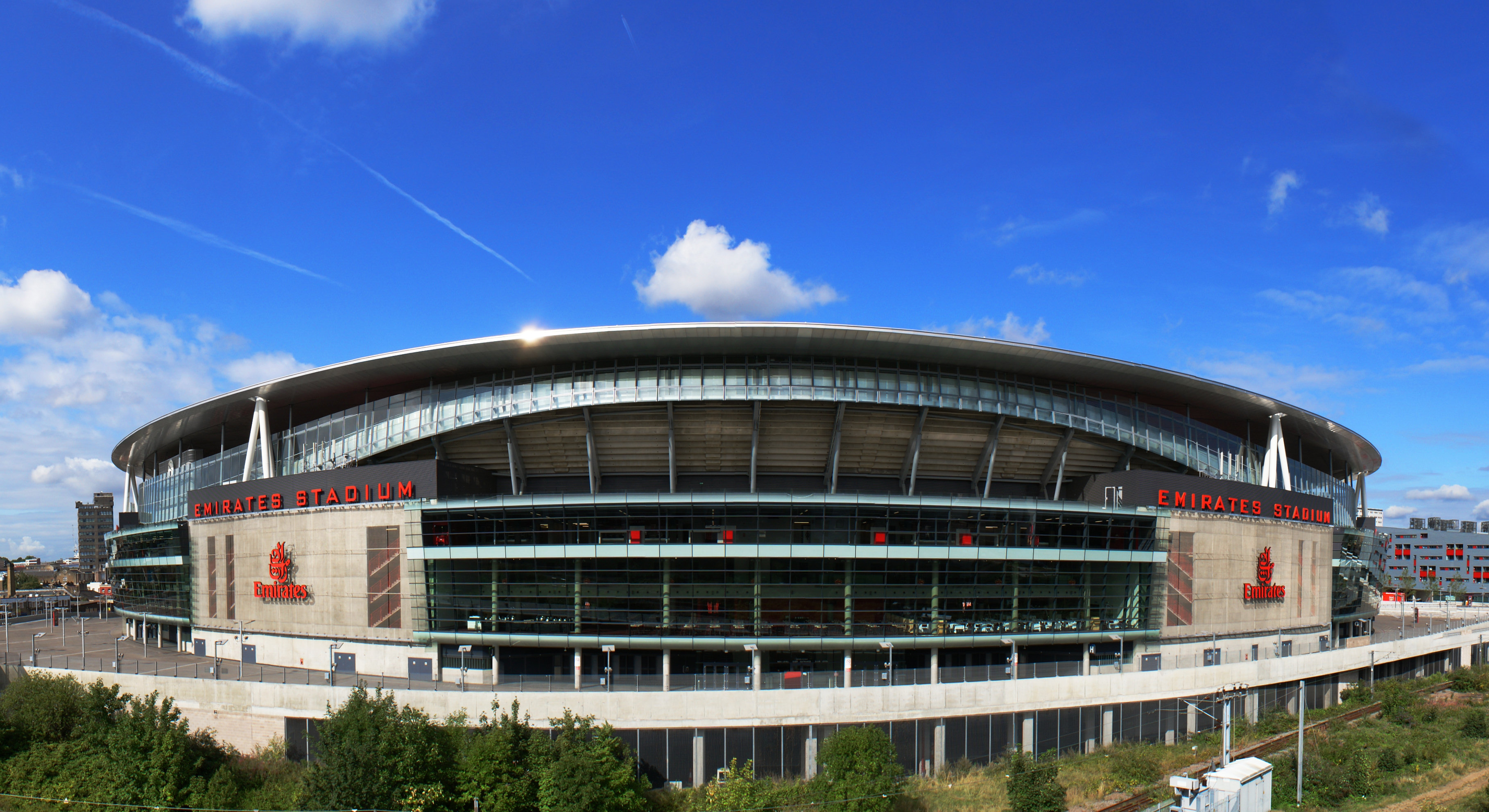
Côté est
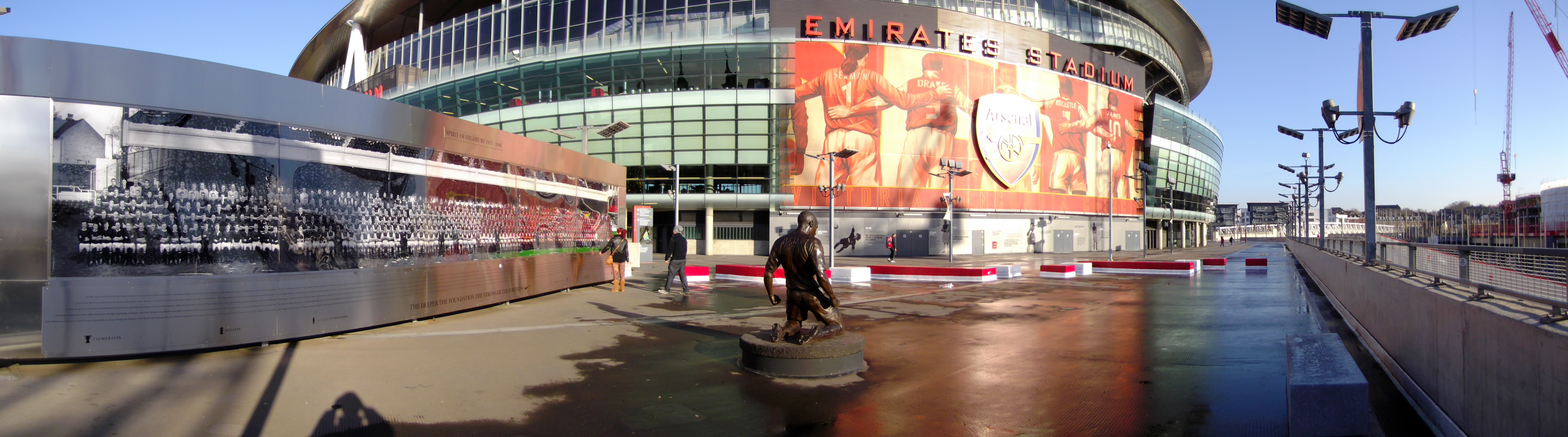
Statue de Thierry Henry
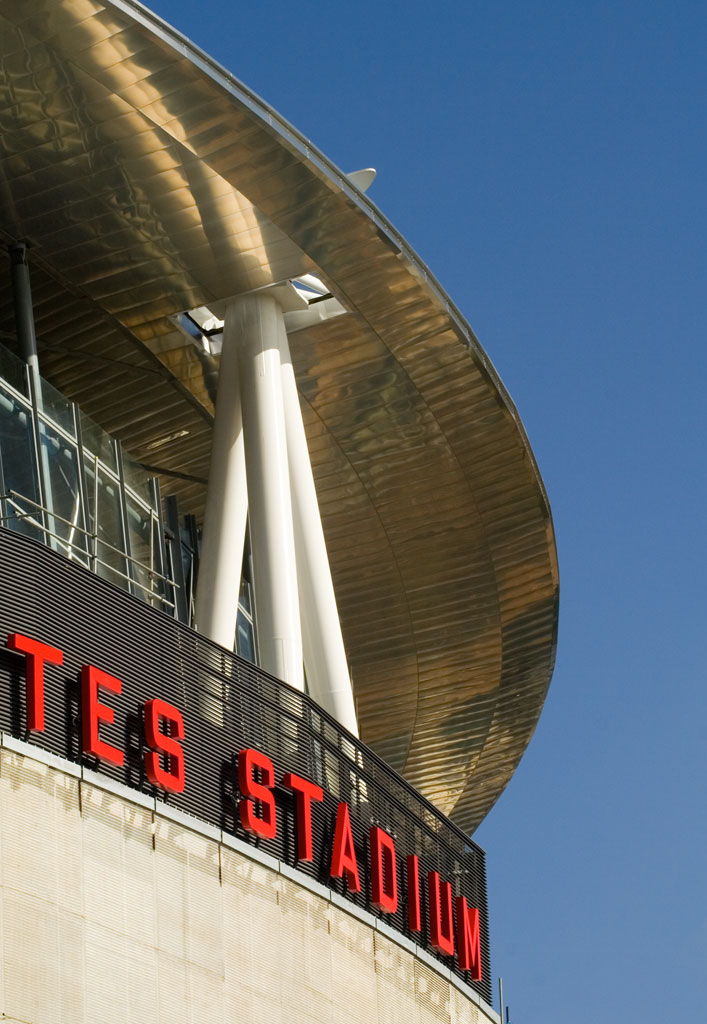
Détail du toit
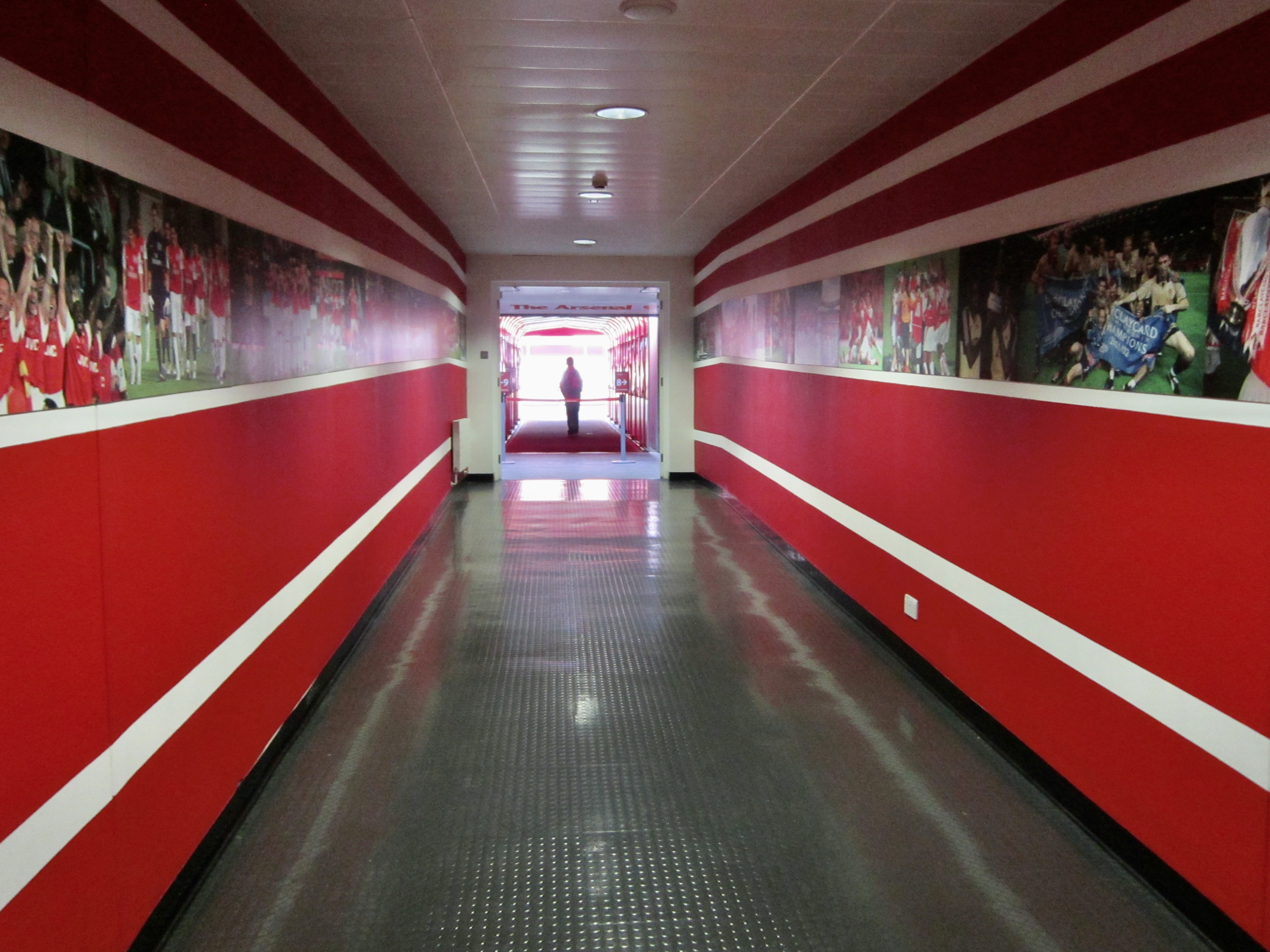
Couloir